# Gennaro Curci
Gennaro Mario Curci, född 19 september 1888 i Treia, Italien, död 13 april 1955 i Los Angeles, var en italiensk operasångare (bas), sångpedagog och skådespelare verksam i USA.
Curci studerade musik vid konservatoriet Santa Cecilia i Rom och inledde karriären som operasångare i Neapel 1910. Efter att varit verksam runtom i Europa, flyttade han 1917 till USA, där han var sångpedagog för bland andra svägerskan Amelita Galli-Curci samt tenorerna Beniamino Gigli och Tito Schipa. På 1930-talet medverkade han i några filmer i Hollywood och författade pjäser, däribland The Fool's Cap som sattes upp på Broadway. Han var gift med skådespelaren Elvira Curci.

## Filmografi i urval
- Galakväll på operan, 1935
- En natt på värdshuset, 1937
- Min fru detektiven, 1938
- Midnatt, 1939